# Monte Sorlle
El monte Sorlle (en inglés: Sorlle Buttress) es una elevación de 1370 m s. n. m. de altura, ubicada entre el monte Spaaman y el pico Los Tres Hermanos en la cordillera de San Telmo en Georgia del Sur, en el océano Atlántico Sur, cuya soberanía está en disputa entre el Reino Unido el cual las administra como «Territorio Británico de Ultramar de las islas Georgias del Sur y Sandwich del Sur», y la República Argentina que las integra al Departamento Islas del Atlántico Sur, dentro de la Provincia de Tierra del Fuego, Antártida e Islas del Atlántico Sur.
Fue examinado por el South Georgia Survey en el período 1951-1957 y nombrado por el Comité Antártico de Lugares Geográficos del Reino Unido (UK-APC) por Petter Sorlle (1884-1922), capitán de un ballenero noruego e inventor que, en 1922, llevó a cabo una patente por su varadero de ballenas. También fue el primer gerente de la estación de Balleneros Unidos en Stromness.